# Sonnspitze
De Sonnspitze is een 2062 meter hoge berg in Oostenrijk, deelstaat Tirol. De berg ligt ten westen van het skigebied Saalbach-Hinterglemm. In de zomer is de berg wandelend vanuit het Glemmtal te beklimmen.